# Eudromia formosa
Az Eudromia formosa a madarak osztályának tinamualakúak (Tinamiformes) rendjébe, ezen belül a tinamufélék (Tinamidae) családjába tartozó faj.

## Rendszerezése
A fajt Miguel Lillo argentin természettudós írta le 1905-ben, a Calopezus nembe Calopezus formosus néven.

## Alfajai
- Eudromia formosa formosa (Lillo, 1905)
- Eudromia formosa mira Brodkorb, 1938[2]

## Előfordulása
Argentína és Paraguay területén honos. Természetes élőhelyei a szubtrópusi és trópusi száraz erdők széle és szavannák.

## Megjelenése
Testhossza 41 centiméter.

## Természetvédelmi helyzete
Az elterjedési területe nagyon nagy, egyedszáma ugyan csökken, de még nem éri el a kritikus szintet. A Természetvédelmi Világszövetség Vörös listáján nem fenyegetett fajként szerepel.